# Przedsiębiorstwo Komunikacji Miejskiej w Jastrzębiu-Zdroju
Międzygminna Komunikacja Autobusowa w Jastrzębiu-Zdroju – przewoźnik działający głównie na zlecenie Międzygminnego Związku Komunikacyjnego mający swoją siedzibę w Jastrzębiu-Zdroju.

## Historia
MKA Jastrzębie-Zdrój, został utworzony w 2020r., zastępując PKM Jastrzębie-Zdrój, który działał do 1991 roku jako oddział ZP-9 WPK Katowice. 
Komunikacja miejska w mieście Jastrzębie-Zdrój zainicjowana została w 1976 roku utworzeniem Zakładu nr 9, będącego częścią Wojewódzkiego Przedsiębiorstwa Komunikacyjnego w Katowicach. W 1993 roku Zakład przekształcony został w spółkę z ograniczoną odpowiedzialnością, której jedynym udziałowcem stał się Międzygminny Związek Komunikacyjny (MZK) z siedzibą w Jastrzębiu-Zdroju. Utworzona w ten sposób spółka PKM prowadziła swoją działalność nieprzerwalnie, realizując zadania przewozowe na terenie miasta Jastrzębie-Zdrój i gmin ościennych. Prowadziła też obsługę komunikacyjną miast powiatu wodzisławskiego, Żor, Czerwionki – Leszczyn oraz gmin sąsiadujących.
Decyzją Zgromadzenia Wspólników w 2020 roku, w wyniku reorganizacji spółki PKM rozpoczął się proces podziału i utworzenia nowego podmiotu pod nazwą Międzygminna Komunikacja Autobusowa (MKA) Spółka z o.o. z siedzibą w Jastrzębiu-Zdroju. Celem powołania nowej spółki jest realizacja, zgodnie z ideą podziału, zadań z zakresu miejskiego transportu zbiorowego, jako operator wewnętrzny MZK.
Historia zmian: 
1) MKA Jastrzębie-Zdrój 
2) PKM Jastrzębie-Zdrój 
3) WPK Katowice (oddział ZP-9)
Do roku 2000 istniała zajezdnia PKM w Wodzisławiu Śląskim.
Obecnie MKA Jastrzębie-Zdrój posiada jedną zajezdnię na terenie Jastrzębia-Zdroju.

## Pojazdy

### Pojazdy przeznaczone do ruchu liniowego
| Marka i model               | Liczba            | przewóz osób na wózkach |
| --------------------------- | ----------------- | ----------------------- |
| Solaris Urbino 12           | 15                | przewóz osób na wózkach |
| Solaris Urbino 12 LE        | 7                 | przewóz osób na wózkach |
| Solaris Urbino Hybrid       | 1                 | przewóz osób na wózkach |
| Solaris Urbino 10           | 4                 | przewóz osób na wózkach |
| Solaris Alpino 8,9          | 3                 | przewóz osób na wózkach |
| Mercedes MB Sprinter        | 2                 | przewóz osób na wózkach |
| Mercedes-Benz Citaro        | 2                 | przewóz osób na wózkach |
| Mercedes-Benz 0530 Citaro K | 2                 | przewóz osób na wózkach |
| Mercedes-Benz Citaro L      | 2                 | przewóz osób na wózkach |
| Wszystkie pojazdy           | Wszystkie pojazdy | 38                      |

### Pojazdy pogotowia technicznego
| Marka i model | Liczba |
| ------------- | ------ |
| Peugeot Boxer | 2      |
| Ikarus 280    | 1      |